# Aleksandr Ierychov
Aleksandr Anatolievitch Ierychov (en russe : Александр Анатольевич Ерышов), né le 17 janvier 1973 à Touapsé, est un joueur de water-polo russe, médaillé d'argent olympique en 2000 et de bronze en 2004.